# Muhammad Al-Munajjid
Muhammad Salih Al-Munajjid (nascido em 7 de junho de 1960 em Alepo, na Síria) é filho de refugiados palestiniano e possui passaporte sírio,  residindo  e ensinando na Arábia Saudita.  Ele é um autoproclamado estudioso islâmico,  o fundador do site de perguntas e respostas IslamQA , um site popular para respostas salafistas sobre temas do Islão.